# ハンス・アダム2世
ハンス・アダム2世（ドイツ語: Hans Adam II.、ヨハネス・アダム・フェルディナント・アロイス・ヨーゼフ・マリア・マルコ・ダヴィアーノ・ピウス・フォン・ウント・ツー・リヒテンシュタイン、Johannes Adam Ferdinand Alois Josef Maria Marko d'Aviano Pius von und zu Liechtenstein、1945年2月14日 - ）は、リヒテンシュタイン公（在位：1989年11月13日 - ）。先代のリヒテンシュタイン公フランツ・ヨーゼフ2世とその妻ゲオルギーナ・フォン・ヴィルツェクの間の長男。

## 人物・来歴
1989年に即位し、以来リヒテンシュタインの元首として統治を行ってきたが、2004年8月15日に長男のアロイス公子を摂政として統治権を譲り、自らは名目上の元首としての地位のみを有することとなった。なお、リヒテンシュタイン家はオーストリア・ハプスブルク家の家臣であったという歴史的経緯からオーストリア国籍も有している。ハンス・アダム2世は、ヨーロッパの君主のなかで所有資産が最大であり（2位はモナコのアルベール2世）、約50億ドル（同時期の日本円換算で約5500億円）を所有している。

## 子女
妻マリー・キンスキーとの間に4人の子女がある。
- アロイス・フィリップ・マリア（1968年 - ）  - リヒテンシュタイン公世子
- マクシミリアン・ニコラウス・マリア（1969年 - ）
- コンスタンティン・フェルディナント・マリア（1972年 -2023年12月5日 ）[3]
- タティアナ・ノーラ・マリア（1973年 - ）